# Sütçüler (district)
Sütçüler is een Turks district in de provincie Isparta en telt 13.672 inwoners (2007). Het district heeft een oppervlakte van 1138,4 km². Hoofdplaats is Sütçüler.
De bevolkingsontwikkeling van het district is weergegeven in onderstaande tabel.
| 1997   | 2000   | 2007   |
| ------ | ------ | ------ |
| 17.952 | 18.839 | 13.672 |